# Pedro Cardoso (Fußballspieler)
Pedro Cardoso, vollständiger Name José Pedro Cardoso González, (* 14. Juli 1975 in Rocha) ist ein ehemaliger uruguayischer Fußballspieler.

## Karriere

### Verein
Der 1,78 Meter große Offensivakteur Cardoso gehörte 1996 dem Kader des seinerzeitigen uruguayischen Erstligisten Huracán Buceo an. 1997 spielte er in der Segunda División für den Colón FC. In den Jahren 1998 bis 1999 ist eine Station bei Lavalleja de Rocha verzeichnet. Von der Apertura 2003 bis einschließlich der Clausura 2006 stand er beim Rocha FC unter Vertrag. In der Apertura 2003 werden 14 Einsätze in der Segunda División geführt, bei denen er achtmal ins gegnerische Tor traf. Von 2004 bis zum Ende seines dortigen Engagements weist die Statistik 68 Erstligaeinsätze und 43 erzielte Treffer für ihn aus. In der Saison 2005/06 wurde er dabei mit 17 Treffern Torschützenkönig in der Primera División. Nach einer Zwischenstation in der Apertura 2006 beim Club Atlético Peñarol mit 13 Erstligaeinsätzen und vier persönlichen Torerfolgen kehrte er zum Rocha FC zurück. Für die Osturuguayer bestritt er nun zwölf Erstligapartien und traf sechsmal. Zur Apertura 2007 schloss er sich dem Erstligisten River Plate Montevideo an. Bei sechs Einsätzen in der Primera División schoss er ein Tor. Er erfüllte jedoch die Erwartungen nicht und kehrte abermals zum Rocha FC zurück. Dort schoss er in der Clausura 2008 drei Tore in der Segunda División. Im Oktober 2010 verließ er den Rocha FC und schloss sich bis Mitte 2011 Palermo an. Anschließend spielte er noch Lavalleja.

### Erfolge
- Torschützenkönig der Primera División (Uruguay): 2005/06